# クリストファー・マッセイ

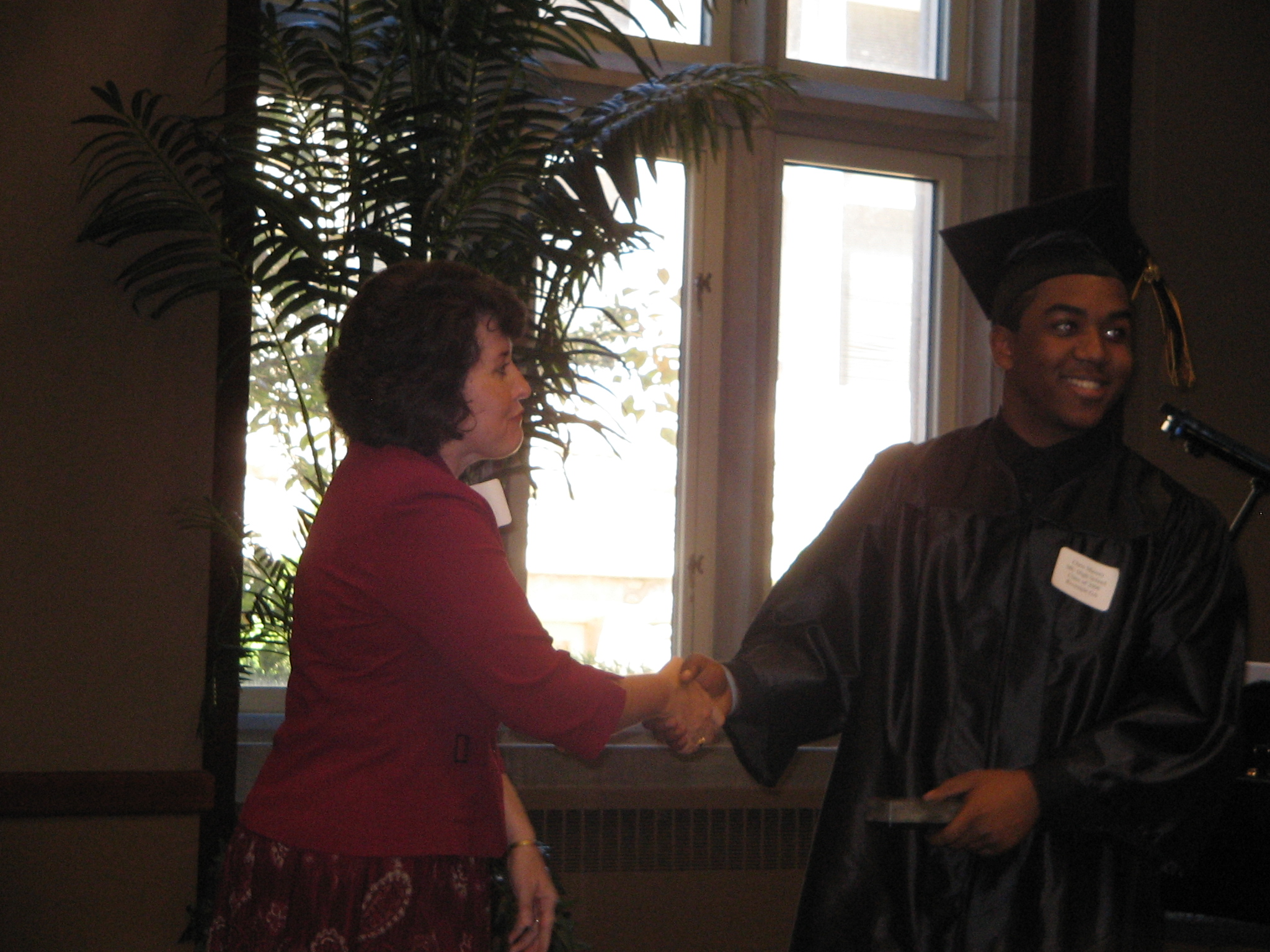
卒業式に参加するマッセイ(右)

クリストファー・マッセイ（Christopher Michael Massey1990年1月26日 - ）は、アメリカ合衆国の俳優。ジョージア州アトランタ出身。
代表作はニコロデオンのコメディドラマシリーズ Zoey 101（Michael Barret役）
エミー賞やヤング・アーティスト・アワーズといった賞にノミネートされたり受賞したりした マッセイは、2000年代初期から様々なコマーシャルに出るようになって人気が出た。
弟は『レイブン 見えちゃってチョー大変!』や『コーリー ホワイトハウスでチョー大変!』に出演しているカイル・マッセイ。クリストファー本人も『レイブン 見えちゃってチョー大変!』でコーディ・リンゼイと共にゲスト出演した。

## 人物
『シークレット・アイドル ハンナ・モンタナ』の出演者であるマイリー・サイラスとエミリー・オスメントとは友人で、マイラスのYoutubeのビデオの一つに兄弟とともに出た。友人にはZoeyのヒロインにしてマッシーの共演者であるジェイミー・リン・スピアーズがいる。
マッシー本人はスキーやバスケットボール、スケートボールが趣味。エミリー・オスメントとその兄ハーレイ・ジョエル・オスメントと共にゴルフを練習したこともある。

## 出演作品

### 映画
| 公開年 | 作品名                        | 役名              | 備考       |
| ------ | ----------------------------- | ----------------- | ---------- |
| 2006   | en:Zoey 101: Spring Break-Up  | en:Michael Barret | テレビ映画 |
| 2007   | en:Zoey 101: The Curse of PCA | en:Michael Barret | テレビ映画 |
| 2008   | Zoey 101: Goodbye Zoey?       | en:Michael Barret | テレビ映画 |
| 2008   | Zoey 101: Chasing Zoey        | en:Michael Barret | テレビ映画 |

### テレビ番組
| 放送名    | 作品名                           | 役名              | 備考                      |
| --------- | -------------------------------- | ----------------- | ------------------------- |
| 2004      | レイブン 見えちゃってチョー大変! | Jeremy            | Darrelの'cool crew'の一員 |
| 2005–2008 | Zoey 101                         | Michael Barret    | Lead Role                 |
| 2009      | The Cleveland Show               | Rallo Unger-Brown | Lead Role                 |

- That Was Then (1 episode)
- The Parkers  Justin (1 episode, 2002)
- The Crush (2002) TV episode .... Justin